# Система референции
Систе́ма рефере́нции — совокупность системы координат и векторного базиса в касательном пространстве в окрестности каждой точки многообразия. Вводится для работы с геометрическими объектами в компонентах. Вообще говоря, существует только локально. Для глобального описания касательного расслоения необходимо вводить систему референции в окрестности каждой точки и задавать закон преобразования координат и базиса при переходе от одной системы референции к другой, при этом, разумеется, преобразование базиса должно быть линейным.
Наиболее часто используются так называемые естественные системы референции, когда выбирается голономный координатный базис, то есть базисные векторы являются касательными к координатным линиям.
Примером может служить использование полярных координат на плоскости (или сферических в пространстве), когда базисные векторы направляются в сторону возрастания радиуса {\displaystyle r} и угла {\displaystyle \phi } (а также угла {\displaystyle \theta }). 
Понятие системы референции является частным случаем понятия тривиализующей карты в касательном расслоении.